# Acanthocnema longispina
Acanthocnema longispina är en tvåvingeart som beskrevs av Masayoshi Suwa 1986. Acanthocnema longispina ingår i släktet Acanthocnema och familjen kolvflugor. Inga underarter finns listade i Catalogue of Life.